# Feuerfächer

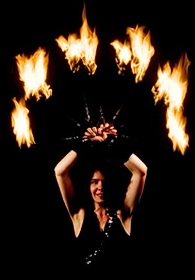
Feuerfächer im Einsatz

Feuerfächer sind Fächer, die normalerweise aus festem Metall und Dochtband konstruiert sind. Sie werden zum Feuertanz und für Feuerdarbietungen verwendet.

## Bauweise und Einsatz
Feuerfächer sind Fächer, die vor allem für Darbietungen von Fächertanz mit Feuer verwendet werden. Sie brennen mit drei bis sieben Flammen am Ende der Stäbe/Streben. Die Enden der Streben werden dazu mit Dochtband umwickelt, welches in Brennflüssigkeit wie Lampenöl oder Petroleum getaucht sind. Nach Entzünden verbrennt die Brennflüssigkeit. Das Dochtband besteht häufig aus aramidhaltigem Gewebe, welches selbst nicht brennt, sondern die Brennflüssigkeit aufnimmt, welche dann ähnlich einer Öllampe verbrennt. Nach dem ersten Brand färbt sich das Gewebe schwarz. Die Flammen brennen ca. 3 bis 6 Minuten, je nachdem wie viel Brennflüssigkeit das Dochtband aufgenommen hat. Vor dem Entzünden sollte die überschüssige Brennflüssigkeit mit Hilfe eines Ausschwingbehälters, einer Art Gefäß mit Schnur (Dose o. ä.), herausgeschleudert werden,  aus Gründen des Umweltschutzes und um Verschmutzungen zu vermeiden. Das Dochtband verbraucht sich beim Brennen nur langsam. Die Feuerfächer lassen sich ähnlich wie andere Feuer-Jonglierartikel (Feuerpoi etc.) je nach Qualität des Dochtbandes bis zu 1000 mal entzünden.

## Arten von Feuerfächern
Man unterscheidet feste Fächer und Klappfächer.

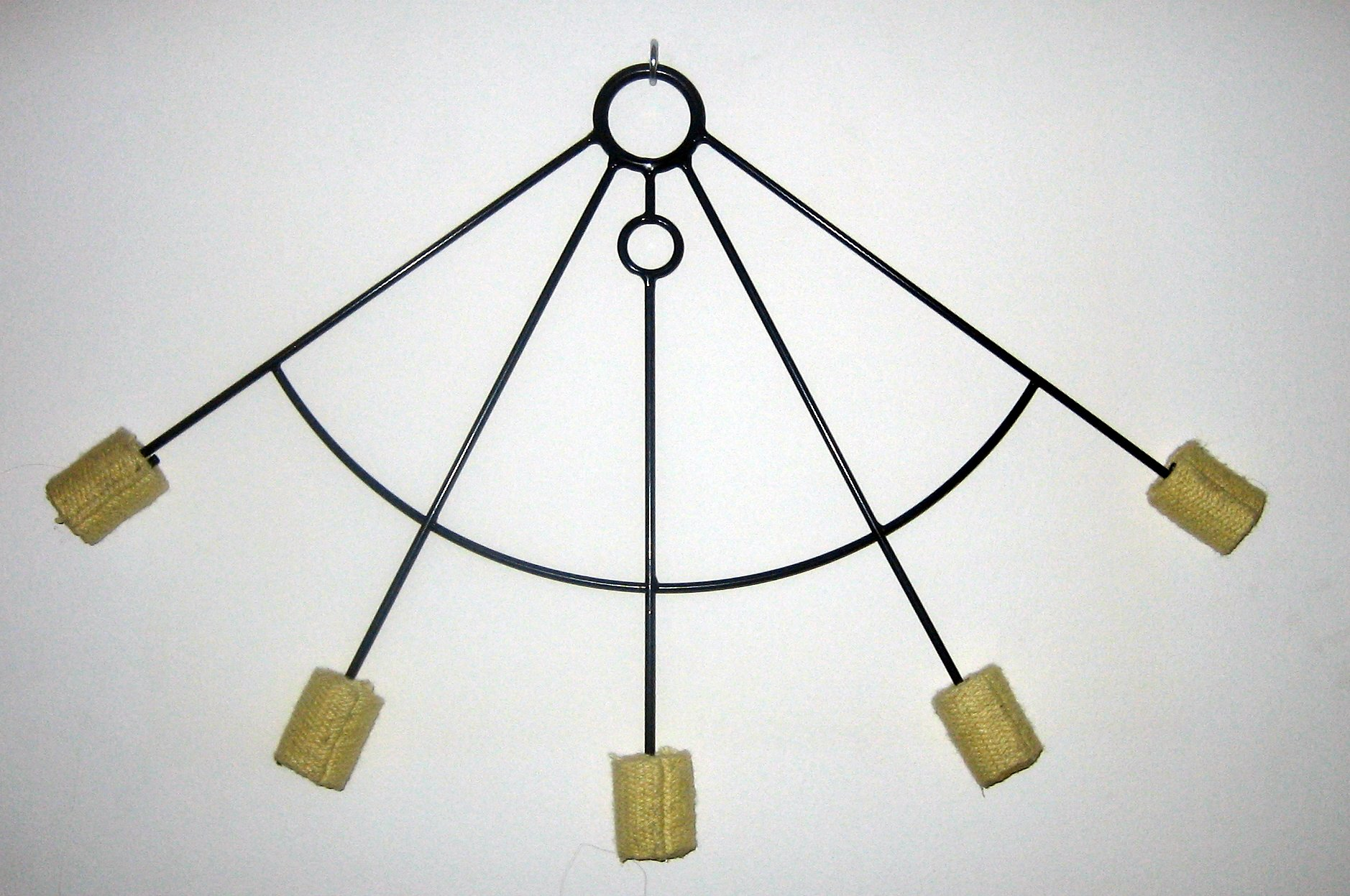
Fester Feuerfächer

### Feste Feuerfächer
Feste Feuerfächer werden in unterschiedlichen Ausführungen gebaut. Sie variieren dabei in der Länge der Streben, diese können zwischen 40 cm und 60 cm lang sein, sowie in der Anzahl der Dochtwicklungen an den Streben. Diese liegt zwischen drei und sieben. Die verschiedenen Flammengrößen hängen von der Breite des Dochtbandes ab.
Das feste Grundgerüst wird meist aus Stahl oder Aluminium gefertigt. Teils sind ein oder mehrere Ringe im Zentrum bzw. am unteren Ende des Fächers eingebaut. Dieser erlaubt Drehungen um den Mittelfinger (Spinns) oder Daumen.
Eine besondere Art des feststehenden Feuerfächers ist der Seilfächer. Hier wird zwischen den Enden der einzelnen Streben ein Dochtbandseil befestigt, welches als ganzes brennt.

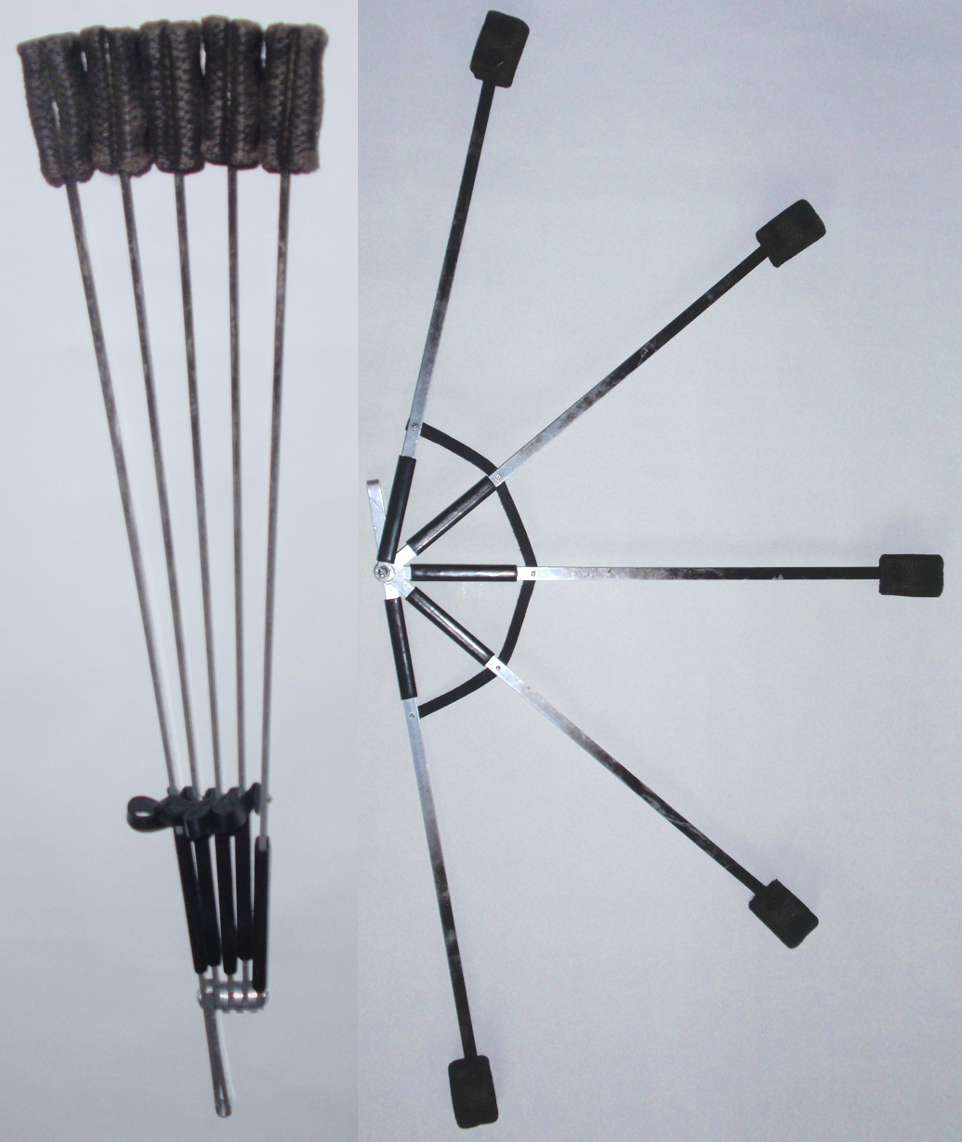
Klapp-Feuerfächer

### Klapp-Feuerfächer
Die Klappfächer lassen sich zusammenklappen und haben keinen Ring. Drehungen um den Finger sind mit diesen Fächern nicht möglich. Klappfächer bieten die Möglichkeit, diese während einer Darbietung aufzuklappen und wieder zusammen zu klappen, so dass zu Beginn eine große Flamme sichtbar ist, die sich dann in viele kleine Flammen auffächert und umgekehrt.
Einige Klappfächer lassen sich bis zu 180 Grad aufklappen. Man kann somit mit zwei Fächern, die gegenüber gehalten werden einen Feuerkreis auch „Sonne“ genannt, erzeugen.
Viele Feuerspieler bauen sich ihre Fächer selbst und variieren hierbei. Es gibt einige Versuche, einen aufklappbaren stabilen Fächer zu konstruieren.

## Tricks
Die Möglichkeiten des Fächerspiels sind vielfältig. Tänzerische Elemente ergeben kombiniert mit technischen Tricks ein Gesamtkunstwerk. Einige Varianten des Poispielens bzw. Stabdrehens bzw. Doppelstabdrehens sind auch mit Fächern möglich.

### Kreise
Der Fächer wird eine halbe Drehung vor der Hand gedreht und dann klappt man das Handgelenk nach hinten und die Drehung geht hinter dem Handgelenk weiter, anschließend wird wieder vor dem Handgelenk gedreht. Es entsteht hierbei durch die Bewegung ein kleiner Flammenkreis. Die kreisförmige Bewegung kann im Uhrzeigersinn und im Gegenuhrzeigersinn gemacht werden. Wobei der Gegenuhrzeigersinn ungewohnt und daher etwas schwieriger zu spielen ist.
Variation: Die Bewegung wird durch die Arme verlängert, so dass große Kreise entstehen.

### Korkenzieher
Ähnlich wie bei der Windmühle beim Poispielen wird für den Korkenzieher ein Fächer vor dem Körper hochgezogen, hinter dem Kopf gedreht und der andere Fächer folgt. So entsteht eine flüssige Bewegung, die gerade mit Flammen sehr eindrucksvoll aussieht.